# Demostració (matemàtiques)
En matemàtiques, una demostració, també dita prova, és un raonament lògic que estableix la veritat d'una proposició matemàtica. A partir d'axiomes (suposats vertaders per definició) o teoremes (altres proposicions matemàtiques demostrades a partir dels axiomes) i en aplicar regles d'inferència vàlides, hom mostra que una altra proposició també és vertadera.
Com que les matemàtiques són una ciència formal, no empírica, la demostració ha de ser un argument que no apel·li a cap fet empíric. Les proves s'obtenen de raonaments deductius, en lloc de raonaments inductius o arguments empírics. Això vol dir que una prova ha de demostrar que una proposició és certa en tots els casos sense una sola excepció. El rigor de la metodologia matemàtica exigeix que cap proposició no s'accepti com a vàlida fins que hom no en conegui una demostració correcta. Els enunciats matemàtics demostrats que es consideren d'una especial rellevància s'anomenen teoremes i els d'importància menor lemes o corol·laris. Una proposició matemàtica que no ha estat provada ni refutada i per la qual hi ha algunes intuïcions que fan pensar que és vertadera, és una conjectura o una hipòtesi.
Les demostracions matemàtiques normalment s'escriuen i s'expliquen en llenguatge natural (amb un cert nivell d'artifici formal propi del quefer matemàtic), i això pot deixar lloc a una certa ambigüitat. És per això que la teoria de la demostració ha desenvolupat mètodes per formalitzar completament el raonament matemàtic i poder així determinar amb tota precisió la noció de demostració matemàtica vàlida. Aquestes investigacions han tingut sens dubte un gran valor per a la fonamentació i la filosofia de la matemàtica.
Entre els mètodes de demostració habituals en matemàtiques podem enumerar la demostració directa, la demostració per inducció en els naturals, la demostració per contradicció o reducció a l'absurd, la demostració per separació de casos, la demostració constructiva, etcètera.

## Història i etimologia
Argumentacions plausibles que utilitzen elements heurístics com dibuixos i analogies, precedeixen les demostracions estrictament matemàtiques. La història del concepte de demostració es remunta a les civilitzacions de l'antiga Grècia. Tales de Milet (640–546 aC) va demostrar alguns teoremes de geometria. Èudox de Cnidos (408–355 aC) i Teetet d'Atenes (417–369 aC) va formular teoremes però no els va demostrar. Aristòtil (384–322 aC) va dir que les definicions haurien de descriure el concepte que s'ha de definir en termes d'altres conceptes que ja són coneguts. Euclides (300 aC) va ser l'autèntic introductor del mètode deductiu pur en començar la seva obra, els Elements de Geometria, amb 33 definicions i 10 axiomes (proposicions respecte als termes definits, i que s'accepten com a evidentment certes; de la paraula grega "axios" que significa "alguna cosa valuosa") i que s'usen per demostrar teoremes utilitzant la lògica deductiva.
La introducció de l'aritmètica i, sobretot, de l'àlgebra per part dels matemàtics islàmics (segles IX a XIV), van permetre generalitzar les demostracions, que ja no van dependre exclusivament de la geometria. Durant el segle xvii, amb l'aportació del càlcul infinitesimal per part de Newton i Leibniz, es va produir una formalització més estricta de les demostracions, que culminaria a començaments del segle xx amb la publicació dels Principia Mathematica de Russell i Whitehead (1910) i el programa formalista de Hilbert.
La teoria de la demostració moderna tracta les demostracions com a estructures de dades definides inductivament. En l'actualitat no s'assumeix que els axiomes són "certs" en algun sentit; això permet fer teories matemàtiques paral·leles construïdes amb conjunts alternatius d'axiomes (vegeu teoria de conjunts axiomàtica i geometria no euclidiana per exemple).
La paraula Prova (demostració) prové del verb llatí probare que significa "provar". Paraules modernes relacionades amb aquesta són les paraules angleses "proof", "probation" i "probability", i la paraula catalana "provar".

## Natura i propòsit
Hi ha dues concepcions diferents d'una demostració matemàtica. La primera és la demostració informal, una expressió rigorosa del llenguatge natural que intenta convèncer l'audiència de la veracitat d'un teorema. Com que utilitza el llenguatge natural, els estàndards de rigor de les demostracions informals dependran de l'audiència a qui es dirigeix. Malgrat tot, per tal que es consideri vàlida una demostració informal, l'argument ha de ser prou rigorós; un argument vague o incomplet no és una demostració. Les demostracions informals són el tipus de demostracions que es troben típicament en les publicacions matemàtiques. A vegades s'anomenen "demostracions formals" a causa del seu rigor, encara que els lògics utilitzen el terme "demostració formal" per referir-se a un tipus completament diferent de demostració.
La segona concepció, la lògica, és la demostració formal que no està escrita en llenguatge natural, sinó que utilitza un llenguatge formal, que consisteix en certes cadenes de símbols d'un alfabet fix. Això permet definir el concepte de demostració formal sense cap ambigüitat. El camp de la teoria de la demostració estudia les demostracions formals i les seves propietats.
Malgrat que cada demostració informal es pot convertir, en teoria, en una demostració formal, això no es fa gaire bé mai a la pràctica. L'estudi de les demostracions formals s'utilitza per determinar propietats de demostrabilitat en general, i per veure que algunes proposicions indecidibles no es poden demostrar.
Una qüestió clàssica en filosofia és preguntar-se si les demostracions matemàtiques són analítiques o sintètiques. Kant, qui va introduir la distinció analític/sintètic, creia que les demostracions matemàtiques eren sintètiques.
Les demostracions es poden veure com objectes estètics, admirats per la seva bellesa matemàtica. El matemàtic Paul Erdős, conegut per descriure demostracions, va trobar especialment elegant com si vingués de "The Book", un hipotètic llibre que contenia els mètodes de demostració més macos per cada teorema. El llibre Proofs from THE BOOK, publicat el 2003, es dedica a presentar 32 demostracions que els seus editors troben particularment maques.

## Mètodes de demostració

### Demostració elemental
Una demostració elemental és una demostració en la que s'utilitzen únicament tècniques bàsiques. Aquest terme s'utilitza en la teoria de nombres per a referir-se a demostracions que no utilitzen anàlisi complexa. Durant temps es creia que alguns teoremes com el teorema dels nombres primers només es podien demostrar utilitzant matemàtiques "d'alt nivell". Amb el temps, molts d'aquests resultats s'han demostrat utilitzant només tècniques elementals.

#### Demostració a dues columnes

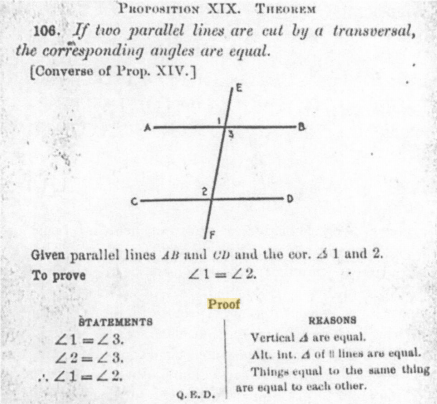
Una demostració a dos columnes publicada el 1913

Una forma particular de demostració utilitzant dues columnes paral·leles s'utilitza sovint en les classes de geometria elemental.
La demostració s'escriu com una sèrie de línies en dues columnes. A cada línia, la columna de l'esquerra conté una proposició, mentre que la columna de la dreta conté l'explicació de si aquesta proposició és, o bé un axioma, o bé una hipòtesi, o bé pot ser obtinguda a partir de les línies anteriors.

### Demostració directa
En una demostració directa (o demostració per deducció), la conclusió s'estableix combinant lògicament els axiomes, les definicions i els teoremes prèviament demostrats. Per exemple, una demostració directa es pot utilitzar per establir que la suma de dos nombres enters parells, sempre dona un nombre parell:
Siguin {\displaystyle x} i {\displaystyle y} dos nombres enters parells qualsevol. Com que tots dos són parells, es poden escriure {\displaystyle x=2a} i {\displaystyle y=2b} per a alguns enters {\displaystyle a} i {\displaystyle b}, ja que tant {\displaystyle x} com {\displaystyle y} són múltiples de 2. Però la suma {\displaystyle x+y=2a+2b=2(a+b)} també és múltiple de 2, per tant és parell per definició.
Aquesta demostració utilitza la definició de nombre parell, la clausura algebraica dels enters per a la suma i la multiplicació i la propietat distributiva.

### Demostració per inducció matemàtica
La inducció matemàtica no és una forma de raonament inductiu. En una demostració per inducció matemàtica, primer de tot s'ha de demostrar que un "cas inicial" és cert, i llavors la s'utilitza la "regla d'inducció en els naturals" per demostrar un seguit d'altre casos (sovint infinits casos). Com que s'ha demostrat que el cas inicial és cert, la resta d'infinits altres casos també han de ser certs, encara que tots no es demostrin directament, ja que són un nombre infinit. Un subconjunt d'inducció és un mètode del descens infinit. Es va utilitzar un mètode de descens infinit per demostrar que l'arrel de 2 és irracional.
El principi d'inducció matemàtica diu que:
Sigui ℕ = {1, 2, 3, 4, ...} el conjunt dels nombres naturals i {\displaystyle P(n)} una propietat matemàtica en la que intervé el nombre natural {\displaystyle n} ∈ ℕ, tal que:
1){\displaystyle P(1)} és cert, per exemple, {\displaystyle P(n)} és cert per {\displaystyle n=1}
2){\displaystyle P(m+1)} és cert si {\displaystyle P(m)} és cert, és a dir, que {\displaystyle P(m)} és cert implica que {\displaystyle P(m+1)} és cert.
Aleshores {\displaystyle P(n)} és cert per a tots els nombres naturals {\displaystyle n}.
Els matemàtics utilitzen sovint el terme "demostració per inducció" com a abreviatura per a demostració per inducció matemàtica. Malgrat això, el terme "demostració per inducció" també es pot utilitzar en lògica per a significar una argumentació que utilitza raonament inductiu.

### Demostració per transposició
La demostració per transposició s'aprofita del principi lògic anomenat modus tollendo tollens; mitjançant el qual podem afirmar que si p aleshores q, però no q, aleshores no p: (p→q) ∧ ¬q → ¬p.
Per exemple, la contraposició es pot emprar per demostrar que si {\displaystyle x^{2}} és parell, aleshores {\displaystyle x} també és parell: si {\displaystyle x} no és parell, aleshores és senar, i {\displaystyle x^{2}=xx} també serà senar. Com que no hi ha cap {\displaystyle x} no parell que tingui com a quadrat un parell, aleshores tots els quadrats que siguin parells, tenen arrel quadrada parell.

### Demostració per reducció a l'absurd
En una Demostració per reducció a l'absurd (provinent de l'expressió llatina reductio ad absurdum), es demostra que si una proposició és certa, aleshores se'n dedueix una contradicció lògica, per tant la proposició no pot ser certa. Aquest mètode és tal vegada el més utilitzat per a les demostracions matemàtiques. Una demostració famosa que utilitza la reducció a l'absurd és la de la irracionalitat de {\displaystyle {\sqrt {2}}}:
Suposem que {\displaystyle {\sqrt {2}}} és un nombre racional, llavors {\displaystyle {\sqrt {2}}={a \over b}}, on {\displaystyle a} i {\displaystyle b} són nombres enters diferents de zero amb cap factor en comú (definició de nombre racional). Per tant, {\displaystyle b{\sqrt {2}}=a}. Elevant al quadrat les dues bandes obtenim {\displaystyle 2b^{2}=a^{2}}. Com que 2 divideix al membre de l'esquerra, 2 també ha de dividir al membre de la dreta (ja que tots dos són iguals i enters), Per tant, {\displaystyle a^{2}} ha de ser parell (divisible per 2), el que implica que {\displaystyle a} també ha de ser parell. Per tant, es pot escriure {\displaystyle a=2c}, on {\displaystyle c} és també un nombre enter. Substituint en l'equació inicial obtenim {\displaystyle 2b^{2}=(2c)^{2}=4c^{2}}. Al dividir els dos membres per {\displaystyle 2} obtenim {\displaystyle b^{2}=2c^{2}}. Però aleshores, aplicant el mateix argument que abans, {\displaystyle 2} divideix {\displaystyle b^{2}}. Per tant, {\displaystyle b} també ha de ser parell. Però {\displaystyle a} i {\displaystyle b}, per definició, no poden compartir cap factor comú, i ja hem vist que tots dos comparteixen el factor 2. Això contradiu les nostres afirmacions inicials i, per tant, hem de concloure que {\displaystyle {\sqrt {2}}} és un nombre irracional, perquè no existeix cap {\displaystyle a} i {\displaystyle b} que compleixin {\displaystyle {\sqrt {2}}={a \over b}}.

### Demostració per construcció
La demostració per construcció, o demostració per exemple consisteix a construir un exemple concret amb la propietat que demostra que existeix alguna cosa amb una propietat determinada. Per exemple, Joseph Liouville, va demostrar l'existència dels nombres transcendents construint un exemple explícit.
Aquesta demostració es pot fer servir, per exemple, per demostrar que existeixen nombres irracionals, {\displaystyle a} i {\displaystyle b}, tals que {\displaystyle a^{b}} és racional:
Siguin {\displaystyle a={\sqrt {2}}} i {\displaystyle b=\log _{2}9}, tots dos irracionals; però {\displaystyle a^{b}=3}, que és racional.

### Demostració per exhaustió
En una demostració per exhaustió, s'arriba a la conclusió mitjançant la divisió de l'afirmació en un nombre finit de casos i provant cada cas independentment. El nombre de casos pot ser a vegades molt gran.
Arquimedes va ser el primer a utilitzar aquest sistema per aproximar el valor del nombre π, inscrivint i circumscrivint polígons regulars cada vegada amb més costats a una circumferència. En aquest cas no podia arribar a ser totalment exhaustiu perquè el nombre de costats és potencialment infinit. Però, en algunes proposicions, es pot definir amb seguretat un nombre finit de casos possibles i demostrar cadascun independentment.
Per exemple, la primera demostració del teorema dels quatre colors es va fer per exhaustió amb 1936 casos. Aquesta prova va ser força controvertida perquè la majoria dels casos van ser comprovats per un programa d'ordinador i no amb llapis i paper. La darrera demostració feta d'aquest teorema fins a l'actualitat (2011) que té menys casos, encara en té més de 600.

### Demostració no-constructiva
Una demostració no-constructiva estableix que un determinat objecte matemàtic ha d'existir (p. ex.: Algun {\displaystyle X} satisfà {\displaystyle f(X)}), sense explicar com es pot trobar aquest objecte. Sovint aquest tipus de demostracions pren la forma d'una demostració per reducció a l'absurd en la que es demostra la impossibilitat de la no existència de l'objecte. En un demostració constructiva es demostra que aquest objecte existeix donant un mètode per a trobar-lo. Un exemple famós d'una demostració no constructiva demostra que existeixen dos nombres irracionals {\displaystyle a} i {\displaystyle b} tal que {\displaystyle a^{b}} és un nombre racional:
O bé {\displaystyle {\sqrt {2}}^{\sqrt {2}}} és un nombre racional i, llavors, ja hem acabat (prenem {\displaystyle a=b={\sqrt {2}}}), o {\displaystyle {\sqrt {2}}^{\sqrt {2}}} és irracional, per tant escrivim {\displaystyle a={\sqrt {2}}^{\sqrt {2}}} i {\displaystyle b={\sqrt {2}}}. Això dona {\displaystyle \left({\sqrt {2}}^{\sqrt {2}}\right)^{\sqrt {2}}={\sqrt {2}}^{2}=2}, que és per tant un nombre racional de la forma {\displaystyle a^{b}.}

### Altres formes de demostració
Fins aquí s'han descrit les formes de demostració que són generalment acceptades per la comunitat matemàtica. Això no obstant, en alguns casos s'han emprat altres mètodes de demostració que no tenen el consens de les formes anteriors. A continuació hi ha uns quants exemples:

#### Demostració probabilística
Una demostració probabilística és una demostració en la que es demostra que existeix un exemple, amb seguretat, utilitzant mètodes de la Teoria de la probabilitat. No s'ha de confondre amb l'afirmació que un teorema és 'probablement' cert. Aquest últim tipus de raonament es pot anomenar 'argument plausible' i no és una demostració; en el cas de la conjectura de Collatz està clara la diferència entre aquest tipus de demostracions i una demostració autèntica. La demostració probabilística, com les demostracions per construcció, és una de les moltes maneres de demostrar teoremes d'existència.

#### Demostració combinatòrica
Una demostració combinatòrica estableix l'equivalència de les diferents expressions demostrant que compten el mateix objecte de diferents maneres. Normalment s'utilitza una bijecció per demostrar que les dues interpretacions donen el mateix resultat. També es pot utilitzar el mètode de doble compteig, demostrant que hi ha dues formes de comptar el mateix conjunt que donen el mateix resultat.

#### Demostració visual

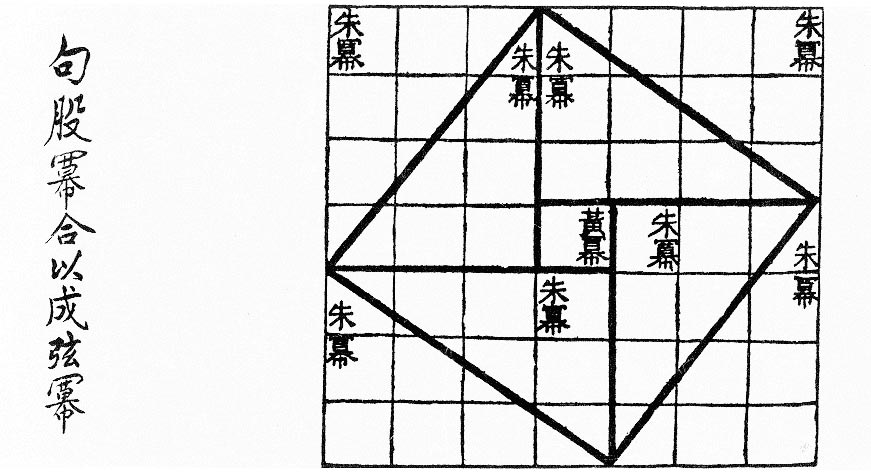
Demostració visual al triangle (3, 4, 5) com en el Zhou Bi Suan Ching 500–200 BC.

Malgrat que no és una demostració formal, una demostració visual d'un teorema matemàtic pren a vegades el nom de demostració sense paraules. La imatge de la dreta és un exemple d'una demostració visual històrica del teorema de Pitàgores en el cas del triangle (3,4,5). Abans de la completa axiomatització de la geometria, havia estat molt comú en aquesta branca de les matemàtiques.
Existeix un compendi de demostracions visuals, degut a Roger B. Nelsen, anomenat Proofs without words (en anglès, «Demostracions sense paraules»).

#### Demostracions estadístiques en matemàtiques pures
L'expressió demostració estadística es pot utilitzar tècnica o col·loquialment en àrees de les matemàtiques pures com la criptografia, les sèries caòtiques i la teoria de nombres probabilística o analítica. S'utilitza menys freqüentment per a referir-se a una demostració matemàtica en la branca d'estadística matemàtica. Vegeu també la secció "Demostració estadística utilitzant dades" més endavant.

#### Demostracions assistides per ordinador
Fins al segle xx es creia que tota demostració podia ser, en principi, comprovada per qualsevol matemàtic competent per a confirmar la seva validesa. Però avui en dia, s'utilitzen els ordinadors tant per demostrar teoremes com per fer càlculs que són massa llargs per a qualsevol persona o grup de persones; la primera demostració del teorema dels quatre colors és un exemple d'una demostració assistida per ordinador. Alguns matemàtics estan preocupats per la possibilitat d'algun error en el programa d'ordinador o un error en el temps d'execució dels càlculs. Aquests possibles problemes posarien en qüestió la validesa d'aquesta demostració assistida per ordinador. A la pràctica, les possibilitats d'un error que invalidés la demostració assistida per ordinador es poden reduir incorporant redundància i auto-comprovacions en els càlculs, i desenvolupant múltiples i diferents programes, així com aproximacions independents.

## Proposicions indemostrables
Una proposició de la qual no se'n pot demostrar ni la veracitat ni la falsedat a partir d'un conjunt d'axiomes s'anomena indecidible (per aquest conjunt d'axiomes). N'és un exemple el postulat de les paral·leles, que no es pot ni provar ni refutar a partir dels axiomes de la geometria euclidiana.
S'ha demostrat que hi ha moltes proposicions que no són ni demostrables ni refutables en la teoria de conjunts de Zermelo-Fraenkel amb l'axioma de l'elecció (ZFC), el sistema estàndard de la teoria dels conjunts en matemàtiques (suposant que ZFC sigui consistent); com per exemple: la Hipòtesi del continu o la mateixa consistència de ZFC.
El primer teorema d'incompletesa de Gödel diu que molts sistemes axiomàtics d'interès matemàtic tenen proposicions indecidibles.

## Matemàtiques heuristiques i matemàtiques aplicades
Mentre matemàtics clàssics com Èudox de Cnidos no utilitzaven demostracions, des d'Euclides fins als matemàtics que van establir els fonaments de les matemàtiques cap al tombant del segle xix al xx, les demostracions eren una part essencial de les matemàtiques. Amb l'increment de la capacitat de càlcul dels ordinadors cap al 1960, es va iniciar un treball significatiu en la recerca d'objectes matemàtics fora del marc de referència que donen les demostracions de teoremes, en les matemàtiques aplicades. Els primers pioners d'aquests mètodes van intentar que la feina estigués integrada en el marc de referència clàssic de la demostració de teoremes, per exemple el desenvolupament inicial de la geometria fractal, cosa que finalment es va integrar.

## Conceptes relacionats

### Ús col·loquial de "demostració matemàtica"
L'expressió "demostració matemàtica" és usada pels advocats per a referir-se a la utilització de mètodes matemàtics o argumentacions amb objectes matemàtics, com nombres, per a demostrar coses de la vida quotidiana, o quan les dades utilitzades en les argumentacions són nombres. A vegades també s'utilitza amb el significat de "demostració estadística" (vegeu a baix), especialment quan s'utilitza en argumentacions amb dades.

### Demostració estadística utilitzant dades
La demostració estadística a partir de dades és l'aplicació de l'estadística, l'anàlisi de dades o l'anàlisi bayesiana per a la inferència de proposicions referides a la probabilitat de les dades. Tot i que fa servir la demostració matemàtica per a establir teoremes en l'estadística, habitualment no és una demostració matemàtica, pel fet que les assumpcions d'on es deriven les afirmacions estadístiques necessiten una evidència empírica externa a la matemàtica per a la verificació.
En física, a part dels mètodes estadístics, les "demostracions estadístiques" es poden referir als mètodes matemàtics de la física que s'apliquen per analitzar dades en un experiment de física de partícules o un estudi observacional en cosmologia. Una "demostració estadística" també es pot referir a dades brutes o a un diagrama convincent que inclou dades, com per exemple els núvols de punts, quan les dades o el gràfic és suficientment convincent sense una anàlisi posterior.

### Demostracions utilitzant lògica inductiva i anàlisi bayesiana
Les demostracions que usen lògica inductiva, encara que es consideren matemàtiques, busquen demostrar proposicions amb un cert grau de certesa, que funciona d'una manera semblant a la probabilitat, i pot ser menor que la certesa. L'anàlisi bayesana estableix afirmacions fins al grau de la creença subjectiva personal. No s'ha de confondre la lògica inductiva amb la inducció matemàtica.

### Demostracions com a objectes mentals
La psicologia veu les demostracions matemàtiques com a objectes fisiològics o mentals. Els filòsofs matemàtics, com ara Leibniz, Frege i Carnap, van intentar desenvolupar una semàntica per a això que ells consideraven el llenguatge del pensament, mentre que els estàndards de la demostració matemàtica es poden aplicar a les ciències empíriques.

### Influència dels mètodes de demostració matemàtics fora de la matemàtica
Filòsofs-matemàtics com Spinoza o Schopenhauer van intentar formular arguments filosòfics d'una manera axiomàtica, ja que els estàndards de les demostracions matemàtiques es poden aplicar a les argumentacions en filosofia general. Altres matemàtics-filòsofs van intentar utilitzar els estàndards de la demostració matemàtica i el raonament, sense empirisme, per tal d'arribar a proposicions fora de les matemàtiques, però tenint la seguretat de la validesa de les deduccions de les proposicions a partir d'un sistema axiomàtic, com amb l'argument cogito de Descartes. Kant i Frege consideraven que la demostració matemàtica era un a priori analític.

## Fi d'una demostració
A vegades, en acabar una demostració, s'escriu l'abreviació "Q.E.D.", abreviació que prové de "Quod Erat Demonstrandum", que vol dir (en llatí) "tal com volíem demostrar" o "tal com volíem veure". Una alternativa més comuna és utilitzar un quadrat o un rectangle com □ o ∎, conegut com a tombstone o halmos. Sovint es verbalitza "com es volia demostrar" quan en una presentació oral s'escriu a la pissarra "QED", "□", o "∎".